# Дакота (ім'я)
Дакота (англ. Dakota) — ім'я, отримане з назви двох штатів США: Південної й Північної Дакоти, а також із назви місцевого племені індіанців — лакота. На мові Lakota Sioux це слово значить друг, дружній, союзний.
Спочатку ім'я в основному використовувалось для дівчат, але із 1940 року ним також почали називати і хлопчиків. Опинилось на 1 000 найпопулярнішому місці імен для хлопчиків у США у 1985. У 1991 воно було 400 найпопулярнішим іменем для дівчат. У 2007 році: 203 місце по популярності серед хлопчиків і 239 місце серед дівчаток.

## Персоналії з ім'ям
- Дакота Блю Річардс (народилася 1994), британська акторка
- Дакота Гойо (народився 1999), канадський актор
- Дакота Джонсон (народилася 1989), американська модель та акторка
- Дакота Феннінг (народилася 1994), американська акторка